# La Sortie de l'usine Lumière à Lyon
La Sortie de l'usine Lumière à Lyon o La Sortie des usines Lumière (La salida de la fábrica Lumière en Lyon) fue el primer documental, a modo de película muda, dirigido y producido por Louis Lumière. Es considerada, generalmente, la primera producción en la historia del cine, siendo exhibida en 1895 en Francia, pero lo cierto es que La escena del jardín de Roundhay es anterior.
En el cortometraje se muestra la salida de los obreros de una fábrica de los hermanos Lumière en Lyon (Francia), durante 46 segundos.
Los obreros que trabajan en la fábrica de aparatos fotográficos Lumière en Lyon salen por la puerta que da a la calle Saint-Víctor, después de una jornada de trabajo. Son, a lo menos, más de cien y en su mayoría son mujeres. Mientras lo hacen, cada uno va a la suya; conversando entre ellos; montando en bicicleta; yendo a pie, en un carro tirado por caballos, todo distraídos; jugando con un perro; haciendo un poco de broma, pendientes del objetivo; etcétera. Hasta que, finalmente, después de salir los últimos, el portero cierra las puertas.

## Importancia histórica
Aunque no era la primera vez que se filmaba la realidad en movimiento, habiendo un buen número de brevísimas filmaciones experimentales hechas por inventores precedentes a los hermanos Lumière, con soportes primitivos que no acabaron de cuajar, La salida de la fábrica representa el auténtico punto de salida de lo que se podría llamar cine tal como se lo conoce, en soporte celuloide, fotograma tras fotograma y proyectado en una sala pensada para tal fin.
De todos modos, los hermanos Lumière hicieron tres versiones, de las cuales la más conocida e importante es, lógicamente, la primera que se rodó, que es la que se suele proyectar a las retrospectivas y editar en las diversas colecciones en DVD. Se sabe que el original fue rodado el 19 de marzo de 1895, apenas 33 días después de que los Lumière patentaran su cinematógrafo. De las otras dos, se ha llegado a decir que la segunda es de alrededor de marzo y la tercera de finales de junio del mismo año. Investigaciones recientes han demostrado que ambas son de 1896, posteriores incluso a la famosa primera sesión del Salon indien du Grand Café. Hay algunos historiadores que aseguran que todavía hay una cuarta versión, pero en no turbarse no se ha podido confirmar su existencia.

### Antes del lenguaje cinematográfico
El hecho de que Louis Lumière fuera, además de un preparado hombre de ciencia, un fotógrafo aficionado con una sensibilidad exquisita ayudó a que las películas que rodó con su hermano tengan, aparte del innegable valor histórico, un nivel estético notable: el encuadre escogido; la composición visual de los elementos que aparecen en la pantalla, teniendo en cuenta la forma en que las masas móviles se desplazarían y la utilización del ángulo óptimo de la luz natural hacen que, fuera parte de otros elementos subjetivos nostálgicos, sean agradables de disfrutar para el espectador moderno.
De todos modos, hay una característica común que destaca: todas ellas están rodadas con un solo plano, aprovechando la duración total de los primeros rollos -aproximadamente un minuto- sin descomposición de escenas, cambio de ángulo o movimientos de cámara. Los hermanos Lumière inventaron el cine, pero no el lenguaje cinematográfico. Este tendría que esperar hasta principios de los años 1910 para ver totalmente establecida la base de su gramática, creada con las aportaciones de creadores tan diversos como los estadounidenses David Wark Griffith, Mack Sennett o Edwin S. Porter y los europeos Louis Feuillade, Alice Guy o Giovanni Pastrone, entre muchos otros.

## Remakes
Salida de los obreros de la fábrica tiene dos remakes de los mismos Lumière.
- 1ª remake: El plano general es más cerrado. Esto aumenta el tamaño de las personas, haciendo que parezca que están más cerca, y hace que la sombra del árbol no se vea tanto. Los obreros y las obreras están más mudados que la primera vez. La salida de los obreros sigue siendo por los laterales. Se repiten los mismos elementos: pasa un perro, sale un carro tirado por caballos, aparece alguna bicicleta, etcétera.[2]

- 2ª remake: El plano general continúa cerrado pero no tanto como en la 1ª remake. Se vuelve a ver mejor la sombra del árbol, que indica que es primavera. El inicio y el final están más definidos: comienza cuando se abren las puertas y termina cuando se cierra la fábrica. En los dos casos anteriores la acción queda cortada. Se vuelven a repetir los mismos elementos: el perro, la bicicleta, etcétera, pero en este caso ya no hay carruaje.

## Análisis
La película consiste en un único plano general y fijo de la puerta de salida de la fábrica. La imagen parece una escena de teatro:
- El punto de vista es frontal y plano.

- Los obreros salen por los laterales

- La acción no es espontánea sino que está preparada (los obreros, mudados, no miran a cámara y salen ordenadamente)

No hay una historia con planteamiento-nudo-desenlace. El inicio del film es cuando comienzan a salir los obreros y las obreras y el final es cuando ya casi han salido todos. En este film, el cine reordena la realidad para darle un sentido. No pretende reflejar las cosas como son, sino que hay una puesta en escena. Incluso se ha calculado la hora del día más adecuado para registrar las imágenes, la hora en que el sol ilumina la puerta de la fábrica, para aprovechar la luz natural (se puede saber que es invierno porque se ve la sombra de un árbol sin hojas).